# Hyllisia aethiopica
Hyllisia aethiopica là một loài bọ cánh cứng trong họ Cerambycidae.